# Тінь гегемона
Тінь гегемона (англ. Shadow of the Hegemon) — другий роман «Тіньової Саги» американського автора  Орсона Скотта Карда. Входить в цикл романів  Гра Ендера, номінований на премію Locus в 2002 році.

## Сюжет
В Shadow of the Hegemon всі випускники Бойової школи, крім  Ендера Віггіна, повертаються на Землю приблизно в 2170 році AD, де брат Ендера Пітер, використовуючи свій онлайн-псевдонім Локк, організовує повернення Ендера на Землю; але Валентайн під псевдонімом Демосфен використовує насильницьке минуле Пітера проти нього, щоб утримати Ендера на засланні. Незабаром після їх повернення члени підрозділу Ендера наказали (названий його ДЖІЕС, арабським словом, що означає «армія»), за винятком Боба Дельфікі, захоплені як стратеги в майбутній боротьбі за світове панування, Ахіллес де Фландр (ах -SHEEL), який піддає їх одиночному висновку. Боб, укладений в Ахіллес в попередньому романі, Ахілл намагається (безуспішно) вбити Боба. Дельфікі ховається, а Боб приєднується до сестри Карлотти. Після того, як він виявив закодоване повідомлення, відправлене Петрою, яке підтверджує, що росіяни є прихильниками Ахілла, він працює, щоб звільнити її та інших, допомагаючи Пітеру прийти до влади.
Коли Пітер публікує під псевдонімом «Локк», що Ахіллес є вбивцею, випускники Бойової школи звільняються, за винятком Петри Арканян, яку Ахілл привозить до Індії. Звідти він запитує плани вторгнення до Бірми, а потім в Таїланд, для яких випускники індійської школи битви, в тому числі Саяго і ВІРМА, розробляють плани нападів грубої сили з використанням довгих ліній постачань. Петра влаштовує інший план обстрілу індійських гарнизонів уздовж індо-пакистанського кордону, чого, як вона очікує, ніколи не станеться до зустрічі з прем'єр-міністром Пакистану, в якій Ахілл закликає обидві країни укласти мир між собою і оголосити війну іншим сусідам ; таємно даючи Китаю можливість знищити індійську армію.
Петра знаходить союзника в Вірломі, який доводить Бобу, що Петра — ув'язнена, і врешті-решт тікає з військового комплексу, щоб принести порятунок. Підтриманий Бобом і Сестрою Карлоттою, «Локк» висувається публічно на посаду гегемонії, дозволяючи Пітеру розкрити себе.
Тим часом, Боб входить приєднується до тайської армії під патронажем Суріявонг (Сурі), випускника Бойової школи і (номінального) керівника відділу планування Таїланда і навчає 200 тайських солдатів проти Індії. Коли тайський головнокомандувач зраджує Суріявонг і Боба, Боб ховає себе і Сурі в казармах своїх військ і посилає слово на порятунок, а Таїланд готується до війни.
Боб і Суріявонг використовують війська, які Боб навчив зупинити індійські лінії постачання. Вибираючи міст, вони зустрічаються з Вірломі, яка переходить на їхній бік. За допомогою солдат Боб рухаються по Хайдарабаду, де Боб рятує Петру. Крім того, «Локк» публікує есе з докладним описом китайської зради також, як це відбувається, і на основі цього передбачення (і інших чудес протягом багатьох років) Пітер Віггін обирається Гегемоном усього світу.